# Lingue slave orientali
Le lingue slave orientali sono un ramo delle lingue slave parlate in Europa orientale e in Asia, nei territori dell'ex Unione Sovietica.

## Distribuzione geografica
Secondo Ethnologue, le lingue slave orientali sono parlate come prima lingua da circa 200 milioni di persone, stanziate in prevalenza nella Federazione Russa, in Bielorussia e in Ucraina. La lingua più diffusa è il russo, che ha 145 milioni di parlanti di madrelingua ed è parlato in tutti gli stati ex-sovietici.

## Classificazione
Secondo Ethnologue, la classificazione delle lingue slave orientali è la seguente:
- Lingue indoeuropee
  - Lingue slave
    - Lingue slave orientali
      - Lingua bielorussa (codice ISO 639-3 bel)
      - Lingua russa (rus)
      - Lingua rutena (rue)
      - Lingua ucraina (ukr)

## Sistema di scrittura
Tutte le lingue slave orientali utilizzano l'alfabeto cirillico.